# Castillo de Atalaya
Castillo de Atalaya är ett slott i Spanien.   Det ligger i provinsen Murcia och regionen Murcia, i den sydöstra delen av landet, 400 km sydost om huvudstaden Madrid. Castillo de Atalaya ligger 229 meter över havet.
Terrängen runt Castillo de Atalaya är varierad. Havet är nära Castillo de Atalaya söderut. Runt Castillo de Atalaya är det tätbefolkat, med 331 invånare per kvadratkilometer. Närmaste större samhälle är Cartagena, 2,1 km öster om Castillo de Atalaya. 